# Фатєєва Наталя Миколаївна
Фатєєва Наталя Миколаївна (* 23 грудня 1934, Харків, Українська РСР) — радянська, російська акторка театру і кіно. Заслужена артистка РРФСР (1965). Народна артистка РРФСР (1980). Кавалер Ордену Пошани (1999). Нагороджена медалями. Лауреатка Національної кінематографічної премії «Ніка» (2013).

## Життєпис
Наталія Фатєєва народилася 23 грудня 1934 року у Харкові. Батько — Микола Дем'янович Фатєєв, військовослужбовець. Мати — Катерина Василівна Фатєєва, працювала у легкій промисловості, була директоркою ательє мод.
У 1952—1954 роках Фатєєва навчалася у Харківському театральному інституті.
1956 року Фатєєва стала першою дикторкою Харківської аматорської телестудії.
У 1957 році вступила до ВДІКу, на один курс із Людмилою Гурченко, Зінаїдою Кирієнко та Віталієм Матвєєвим.
У 1958 році закінчила ВДІК (майстерня С. А. Герасимова та Т. Ф. Макарової).
З 1958 року перебуває в трупі Театру-студії кіноактора. У 1959—1961 роках працювала в театрі ім. М. М. Єрмолової.
У 1961 році Фатєєва вела перші ігри КВК. Як ведучу її запросила режисер КВК Белла Сергєєва. Згодом запрошувалася до журі Вищої ліги КВК.
З 1997 по 1999 роки була ведучою програми «Еколокол» на телеканалах «Московія» та «Культура».
У 2014 році отримала премію «Ніка» за кращу жіночу роль другого плану (фільм «Листя, що летить за вітром»).

## Особисте життя
Була одружена з:
- 1953—1954 — актором Леонідом Тарабариновим (1928—2008), будучи студенткою Харківського театрального інституту. Шлюб тривав недовго, і Фатєєва поїхала до Москви.
- 1958—1961 — актором і режисером Володимиром Басовим (1923—1987).
  - син Володимир (нар. 1959).
- 1965—1970 — льотчиком-космонавтом, Героєм Радянського Союзу, Борисом Єгоровим (1937—1994).
  - дочка Наталія (нар. 1969).

## Фільмографія

#### Ролі в кіно
| Рік       |   | Назва                                      | Роль                                                         |                           |
| --------- | - | ------------------------------------------ | ------------------------------------------------------------ | ------------------------- |
| 1956      | ф | Є такий хлопець                            | Таня Оленіна                                                 | ру                        |
| 1956      | ф | Капітан «Старої черепахи»                  | Катя                                                         | ру                        |
| 1957      | ф | Випадок на шахті вісім                     | Алла Краєва                                                  | ру                        |
| 1958      | ф | Справа «строкатих»                         | Олена, подруга Коршунова                                     | ру                        |
| 1960      | ф | Вбити людину                               | міс Сетліф                                                   | ру                        |
| 1961      | ф | Битва в дорозі                             | Тіна Карамиш                                                 | ру                        |
| 1961      | ф | Наш спільний друг                          | Ліза Горловая                                                | ру                        |
| 1963      | ф | Три плюс два                               | дресирувальниця Зоя                                          | ру                        |
| 1964      | ф | Я — «Береза»                               | радянська розвідниця Олена                                   | ру                        |
| 1964      | ф | Палата                                     | Тамара                                                       | ру                        |
| 1964      | ф | Естрадна фантазія                          | Олена                                                        | ру                        |
| 1965      | ф | Діти Дон Кіхота                            | Марина Миколаївна                                            | ру                        |
| 1965      | ф | Здрастуй, це я!                            | Люся                                                         | ру                        |
| 1968      | ф | День янгола                                | Сімона Валері, співачка                                      | ру                        |
| 1968      | ф | Результат                                  | Варя Федорова                                                | ру                        |
| 1970      | ф | Пісні моря                                 | Ніна Денисова                                                | ру                        |
| 1970      | ф | Експеримент                                | Валентина Миколаївна, перукар                                | ру                        |
| 1971      | ф | «Тигри» на льоду                           | Тамара Вадимівна, вчителька літератури                       | ру                        |
| 1971      | ф | Джентльмени удачі                          | Людмила, дочка професора Мальцева                            | ру                        |
| 1972      | ф | Тютюновий капітан                          | Любов Смурова                                                | ру                        |
| 1972      | ф | Літні сни                                  | голова колгоспу Павліна Федорівна Козанець                   | ру                        |
| 1973      | ф | Москва — Кассіопея                         | мати Павла Козєлкова, Антоніна Олексіївна                    | ру                        |
| 1974      | ф | Підлітки у Всесвіті                        | мати Павла Козєлкова, Антоніна Олексіївна                    | ру                        |
| 1974      | ф | Відповідна міра                            | Ніна Василівна Павлова                                       | ру                        |
| 1975      | ф | Таємниця гірського підземелля              | мама Марата                                                  | ру                        |
| 1975      | ф | Здобудеш у бою                             | Алла Гребенщикова                                            | ру                        |
| 1976      | ф | Доля барабанщика                           | Валентина, мачуха                                            | ру                        |
| 1976      | ф | Розіграш                                   | Калерія Георгіївна, завуч                                    | ру                        |
| 1976      | ф | Звичайний місяць                           | Тетяна Альохіна                                              | ру                        |
| 1977      | ф | Зустріч на далекому меридіані              | Анні Робінсон, американська перекладачка, що працює в Москві | ру                        |
| 1977      | ф | Право першого підпису                      | Бетсі                                                        | ру                        |
| 1977      | ф | Сумка інкасатора                           | Ксенія Миколаївна Ковальова, адміністратор готелю            | ру                        |
| 1978      | ф | Усе вирішує мить                           | Олена Павлівна Рижова, тренер                                | ру                        |
| 1978      | с | Сіль землі                                 | Марина Строгова                                              | ру                        |
| 1979      | ф | Місце зустрічі змінити не можна            | Інгрід Карлівна Соболевська                                  | ру                        |
| 1979      | ф | Залізні ігри                               | мати спортсмена Володимира Кроля                             | ру                        |
| 1979      | ф | Антарктична повість                        | актриса, камео                                               | ру                        |
| 1980      | ф | Розслідування                              | Галина Рєзнікова                                             | ру                        |
| 1981      | ф | Особисте життя директора                   | Люся, колишня дружина Ігоря                                  | ру                        |
| 1981      | ф | З вечора до полудня                        | Алла                                                         | колишня дружина Кіма / ру |
| 1981      | ф | Синдикат-2                                 | Любов Деренталь                                              | ру                        |
| 1981      | ф | Під одним небом                            | Ірина Іванівна                                               | ру                        |
| 1982      | ф | За законами воєнного часу                  | мати Льолі                                                   | ру                        |
| 1983      | ф | З життя начальника карного розшуку         | Тетяна Георгіївна                                            | ру                        |
| 1983      | ф | Люди і дельфіни                            | Євгенія Старостіна                                           | ру                        |
| 1983—1986 | с | Анна Павлова                               | Матильда Кшесинська                                          | ру                        |
| 1984      | ф | Перш, ніж розлучитися                      | Лариса Андріївна                                             | ру                        |
| 1984      | ф | Хроніка одного літа                        | голова ради РАПО                                             | ру                        |
| 1985      | ф | Сон в руку, або Валіза                     | мати Люби                                                    | ру                        |
| 1987      | ф | Час літати                                 | пасажирка, яка летить в Ташкент                              | ру                        |
| 1987      | ф | Людина з бульвару Капуцинів                | Скво, дружина вождя команчів                                 | ру                        |
| 1988      | ф | Корабель                                   | Нора                                                         | ру                        |
| 1989      | ф | Закон                                      | Тєлєшова                                                     | ру                        |
| 1990      | ф | Іспанська акторка для російського міністра | актриса,камео                                                | ру                        |
| 1991      | ф | Анна Карамазофф                            | дружина отруєного генерала                                   | ру                        |
| 1991      | ф | Дружина для метрдотеля                     | мати Даши                                                    | ру                        |
| 1991      | ф | Між неділею та суботою                     | Елеонора Ігорівна                                            | ру                        |
| 1991      | ф | Справжній чоловік                          | тренер                                                       | ру                        |
| 1991      | ф | Шкура                                      | Клава                                                        | ру                        |
| 1992      | ф | Таємниця                                   | Елен Штеммер                                                 | ру                        |
| 1993      | ф | Осінні спокуси                             | Наташа                                                       | ру                        |
| 1994      | ф | Ніхто не хотів їхати                       | Лариса Павлівна                                              | ру                        |
| 1995      | ф | Дорога на край житя                        | Зулдулхан                                                    | ру                        |
| 1995      | ф | Хрестоносець                               | мати Брігітти                                                | ру                        |
| 1996      | ф | Бродвей моєї юності                        |                                                              | ру                        |
| 1996      | ф | Сторінки театральної пародії               | дружина губернатора                                          | ру                        |
| 2000      | ф | Лицарський роман                           | мати Брігітти                                                | ру                        |
| 2000—2001 | с | Таємниці палацових переворотів             | Дар'я Меншикова                                              | ру                        |
| 2004      | с | Кавалери Морської Зірки                    | Джейн                                                        | ру                        |
| 2007      | ф | Корольов                                   | Марія Миколаївна, мати С. П. Корольова                       | ру                        |
| 2009      | ф | Чизкейк                                    | мати Михайла                                                 | ру                        |
| 2009      | ф | Москва, я люблю тебе!                      | літня дама                                                   | ру                        |
| 2013      | ф | Вагончик мій далекий                       | Надія, обліковиця у таборі                                   | ру                        |

## Фестивалі і премії
- 2000 — Приз імені Віри Холодної в номінації «Самая грациозная» (рос.)[3]
- 2009 — КФ «Амурська осінь» в Благовєщенську: Спеціальний приз Губернатора Амурської області за внесок у кіномистецтво
- 2013 — Кінопремія «Ніка» в номінації «Найкраща жіноча роль другого плану» у фільмі «Листя, що летить за вітром» (інша назва «Вагончик мій далекий» 2013, реж. В. Харченко)[4]

## Політика
Була в лавах партії «Демократичний вибір Росії», в 1999 році агітувала за СПС. На виборах президента Росії в 1996 і 2000 роках була, відповідно, довіреною особою Бориса Єльцина і Володимира Путіна.
Перебувала в партії СПС.
У наш час входить до федерального політрада руху «Солідарність».
У березні 2010 р. підписала звернення російської опозиції «Путін має піти».
25 червня 2011, на мітингу Партії народної свободи, заявила про вступ в цю партію.
Висловила свою думку щодо негативних висловлювань депутатів з приводу застереження, допущеної Володимиром Познером на федеральному каналі (назвав держдуму госдурою, за що згодом вибачився). В її відповіді було сказано: «Дума не просто дура. Вы — негодяи, отрабатывающие свой харч. А вы, парнишка-кагэбэшник — мерзавец. Вам от расплаты всё равно не уйти. А на ваш зомби-ящик я просто не хожу.
Народная артистка РФ Наталья Фатеева.
P.S. Гражданство у меня одно. К сожалению».
У середині серпня 2013 вивісила на балконі власної квартири банер на підтримку кандидата в мери Москви Олексія Навального. Однак, представницька делегація у складі дільничного, представників Деза, понятих, вимагала зняти банер «Навальний! Зміни Росію! Почни з Москви!» з балкона її будинку на набережній Фрунзе. Актриса відповіла відмовою, і через кілька годин банер був знятий.

## Громадянська позиція
У березні 2014 підписала звернення російських діячів культури проти окупації Криму.
Категорично виступає проти реміфологізації Йосипа Сталіна.
В 2022 році засудила російське вторгнення в Україну.